# Ectobius kraussianus
Ectobius kraussianus är en kackerlacksart som beskrevs av Willy Adolf Theodor Ramme 1923. Ectobius kraussianus ingår i släktet Ectobius och familjen småkackerlackor. Inga underarter finns listade i Catalogue of Life.